# All My Friends Hate Me
All My Friends Hate Me ist eine Horrorkomödie von Andrew Gaynord, die im Juni 2021 beim Tribeca Film Festival ihre Premiere feierte und am 11. März 2022 in die US-Kinos kam.

## Handlung
Pete ist Anfang 30 und freut sich nach der Rückkehr von einem Auslandseinsatz auf das Wiedersehen mit seinen Freunden vom College bei einer Geburtstagsparty, die über ein ganzes Wochenende geht. Hierfür begeben sich er und seine Studienkollegen zu Georges englischem Herrenhaus, wo sie die alten Zeiten wieder aufleben lassen wollen. Auch Claire ist dabei, Petes Exfreundin.

## Produktion
Regie führte Andrew Gaynord, während Tom Palmer und Tom Stourton das Drehbuch schrieben. Zudem spielt Stourton in der Hauptrolle Pete. Neben ihm sind Joshua McGuire in der Rolle von George, dem Besitzer des Anwesens, Georgina Campbell als dessen Ehefrau Fig, Graham Dickson als Archie und Antonia Clarke in der Rolle von Petes Exfreundin Claire zu sehen.
Eine erste Vorstellung erfolgte am 11. Juni 2021 beim Tribeca Film Festival. Im Oktober 2021 wurde er beim London Film Festival gezeigt. Am 11. März 2022 kam der Film in die US-Kinos.
Die Filmmusik wurde von Krinks und Joe Robbins komponiert. Im März 2022 wurde das Soundtrack-Album mit 17 Musikstücken von AMFHM als Download veröffentlicht.

## Rezeption

### Kritiken
Bei Rotten Tomatoes wurde der Film von 89 Prozent der aufgeführten überwiegend positiv befunden und erhielt hierbei eine durchschnittliche Bewertung von 6,7 der möglichen 10 Punkte. Bei Metacritic erhielt der Film einen Metascore von 71 von 100 möglichen Punkten.

### Auszeichnungen
Tribeca Film Festival 2021
- Nominierung im International Narrative Competition[6]